# Helm (Architektur)

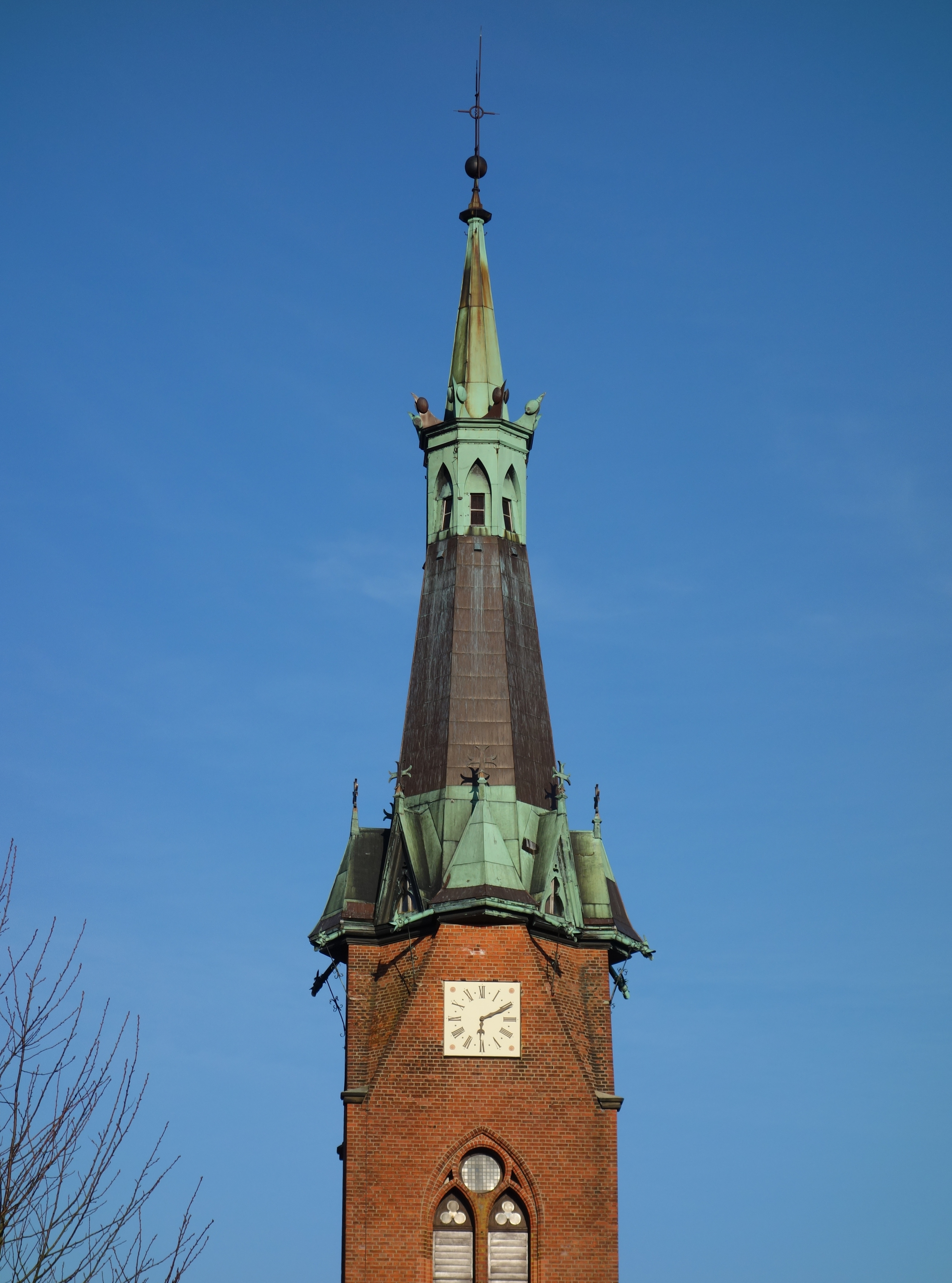
Reich verzierter achteckiger Turmhelm (Dorfkirche Röpersdorf)

Ein Helm (auch Turmhelm, Helmdach, Dachhelm, Turmdach, Turmpyramide, Spitzhelm; früher auch Kaiserdach) bezeichnet in der Architektur eine Art der Bekrönung von Türmen, die eine spitze Dachform über einem polygonalen Grundriss aufweist – unabhängig vom Baumaterial.

## Begriff
Der Begriff Turmhelm ist bisher nicht abschließend und allgemeingültig definiert. Jedoch ist nicht jedes Turmdach ein Turmhelm, wenngleich einige Sammeldefinitionen dies nahelegen könnten. Im Bildwörterbuch der Architektur von Hans Koepf und Günther Binding wird im Lemma Helm präzisiert und differenziert: So sei ein Helm eine solche Zimmermannskonstruktion, die eine „spitze Dachform über polygonalem Grundriß“ aufweise, während der Turmhelm „eher massiv oder durchbrochen im Steinbau“ vorkomme. Die Betonung der spitzen Form und des quadratischen bzw. achtseitigen Grundrisses nahm schon Oscar Mothes in seinem Illustrirten Baulexikon (1883) vor, als er die Form des Helms „meist auf die vierseitige oder achtseitige Pyramide“ beschränkt sah.
Vor diesem Hintergrund fallen alle Kuppeln, Hauben (auch Welschen Hauben), Zwiebeln oder Kegeldächer aus der Turmhelm-Begriffsdefinition und dem folgenden Artikel heraus.

## Verwendung
Helme bilden die Bedachung und Bekrönung von allen möglichen Typen von Turmbauten, in der Regel wird durch einen auffälligen und hohen Turmhelm ein repräsentatives und funktional oder gesellschaftlich herausragendes zugehöriges Bauwerk ausgezeichnet. Besonders häufig sind Turmhelme in Europa bei historischen Kirchtürmen anzutreffen.

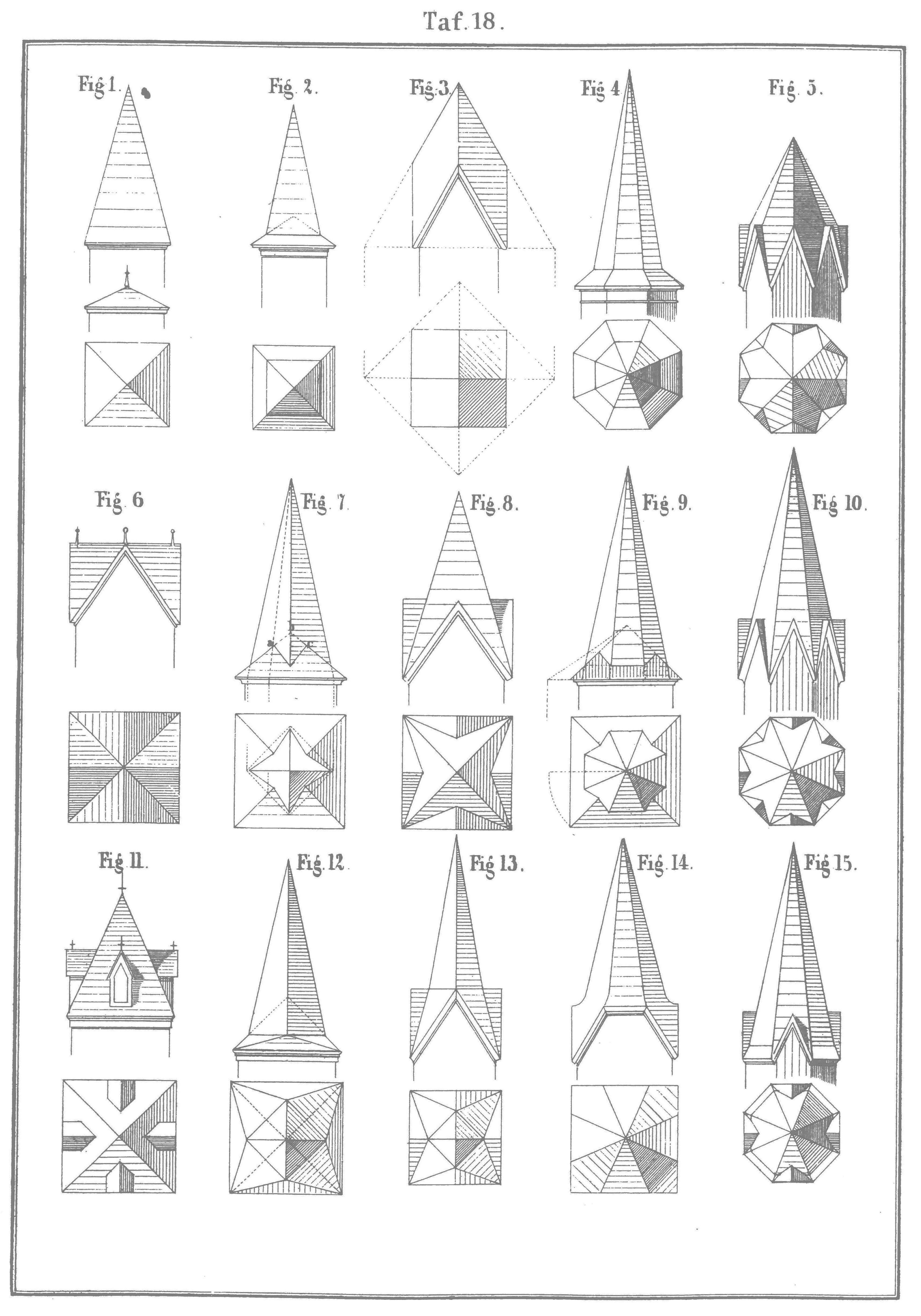
Formen verschiedener Turmhelme (Otto Warth, 1900)

## Gestaltung
Die architektonische Gestaltung des Turmhelms und dessen Umriss kann sehr unterschiedlich ausfallen. Sie ist abhängig von der Grundrissform des Turmschaftes (quadratisch, achteckig bis sechzehneckig), kann aber als Pyramide auch absichtsvoll von der quadratischen in die achteckige Grundrissform wechseln. Einfache Turmhelme bestehen aus Zeltdächern, die bisweilen sehr in die Höhe gestreckt sind. Die als Knickhelm beschriebene Form eines Turmhelms beschreibt eine sehr steile Turmpyramide mit weit eingezogenem Fuß; sie erscheint nur bei Holzkonstruktionen und wird baukonstruktiv durch relativ flach ansetzende Aufschieblinge am Fuß des Dachwerks gebildet.
Besonders aufwändige Turmhelme werden durch Laternen gegliedert und in die Höhe emporgehoben.
Turmhelme erzeugen durch ihre Höhe eine besondere ästhetische und ortsbildprägende Wirksamkeit; oft dominieren sie die Silhouette von Landschaften, Dörfern und Städten. In einigen Fällen nimmt der Helm über die Hälfte der Gesamthöhe des Turmes ein.
Bekrönt wird die Spitze von hölzernen Turmhelmen oft durch eine Helmstange mit aufgepflanzter Wetterfahne, Kugeln, Kreuzen oder anderen Symbolen, die auf die besondere Gebäudenutzung verweisen. Maßwerk-Turmhelme werden in der Regel von einer Kreuzblume bekrönt.

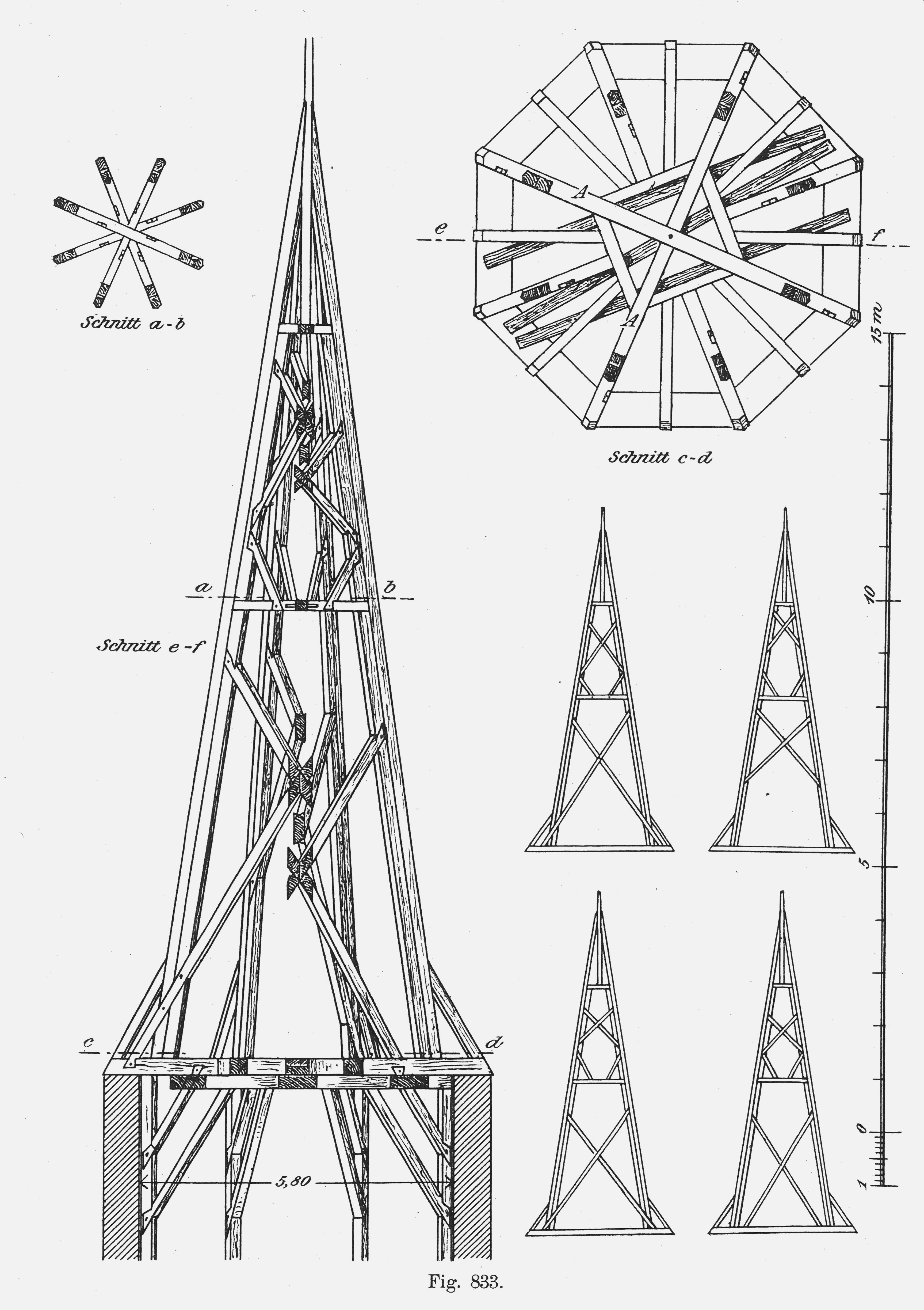
Holzkonstruktion eines Turmhelms, hier der Marienkirche in Halle (Theodor Böhm 1911, nach Friedrich Ostendorf)

Eine zusätzliche Möglichkeit der gestalterischen Betonung von Turmbekrönungen war die Vervielfachung der Turmhelmspitzen. Dadurch entstand der sogenannte Fünfknopfturm (auch Fünfknopfhelm), bei dem die zentrale hohe Turmspitze durch vier kleinere Ecktürmchen begleitet wird. Die Bezeichnung rührt von Kugeln oder Knäufen („Knöpfen“) auf den Spitzen.

Beispiele für Helme auf Türmen von Sakral- und Profanbauten
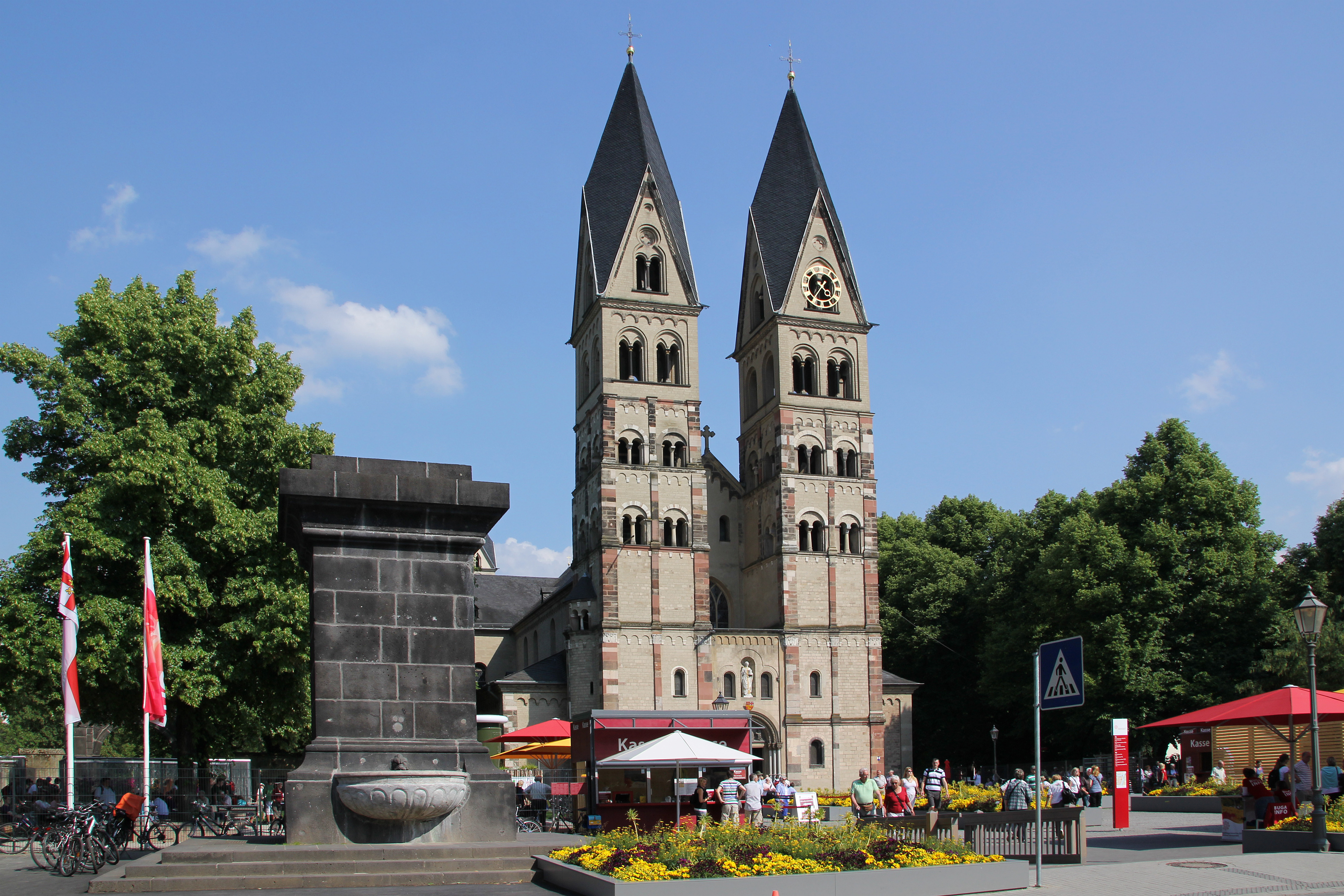
Rheinische Helme (St. Castor, Koblenz)
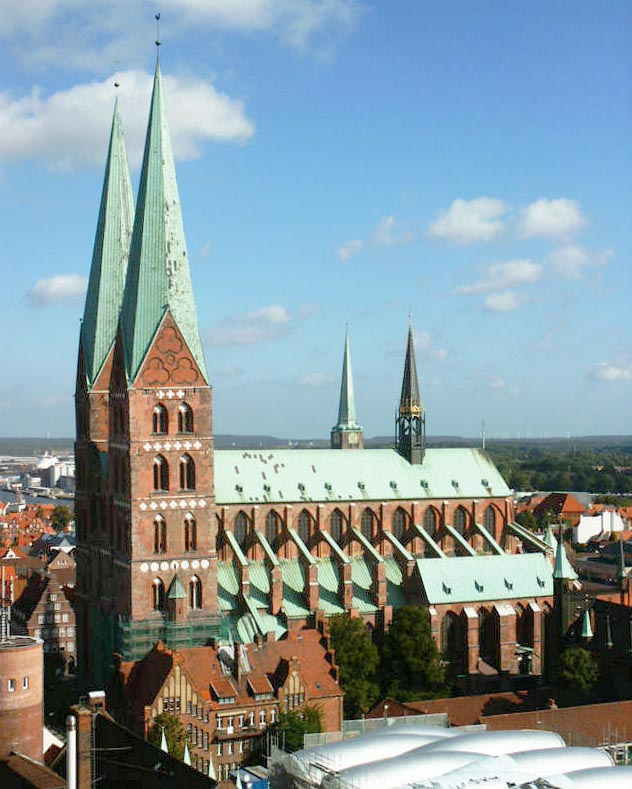
Achteckige gotische Turmhelme über vier Giebeln (Lübecker Marienkirche)
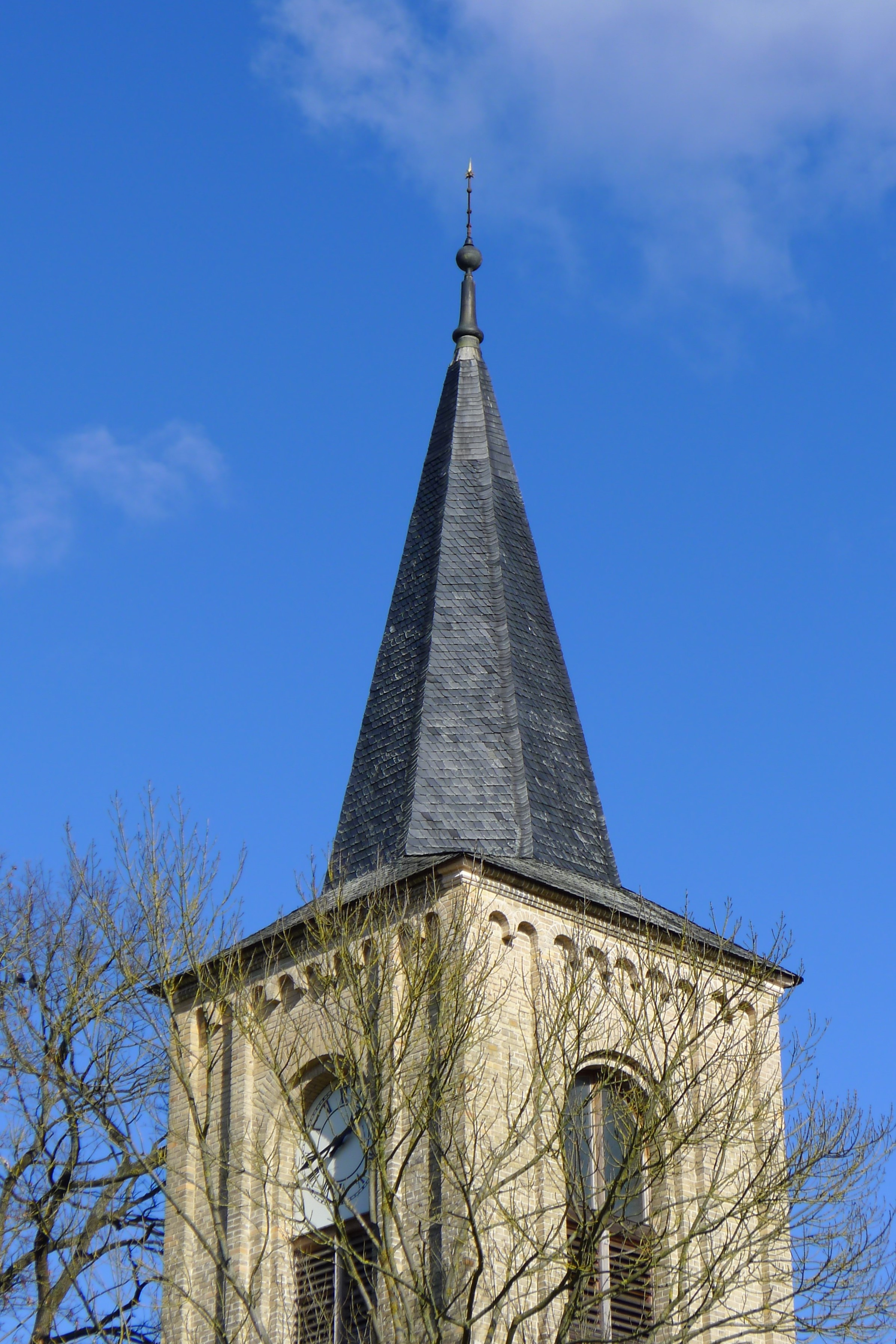
Knickhelm: Achteckige Helmpyramide auf viereckigem Turmschaft. Den Übergang bildet ein Dachfuß mit weit ausladenden Aufschieblingen (Dorfkirche Läsikow)
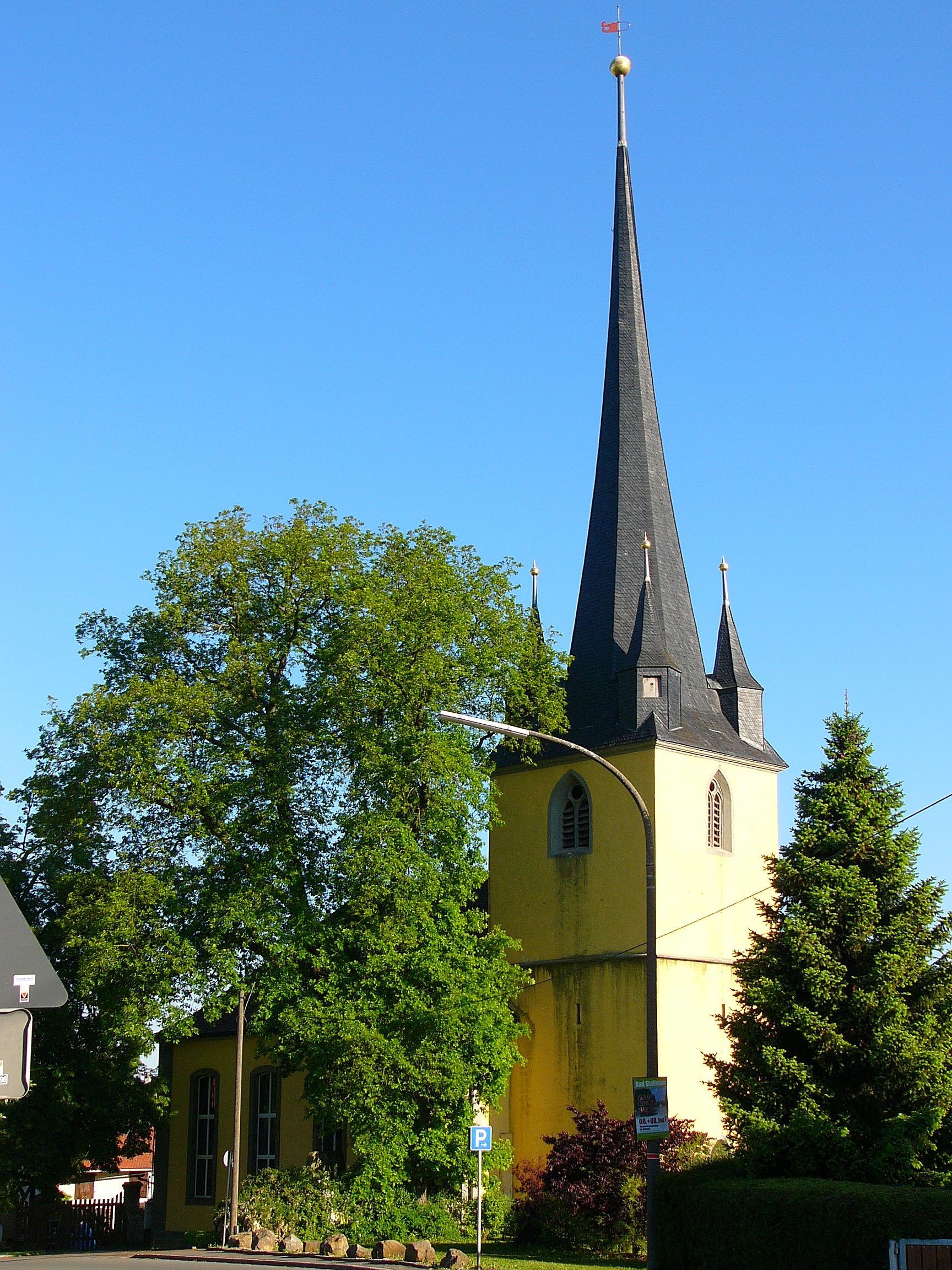
Fünfknopfturm: Achteckige Helmpyramide (evangelisch-lutherische Pfarrkirche Gleußen)
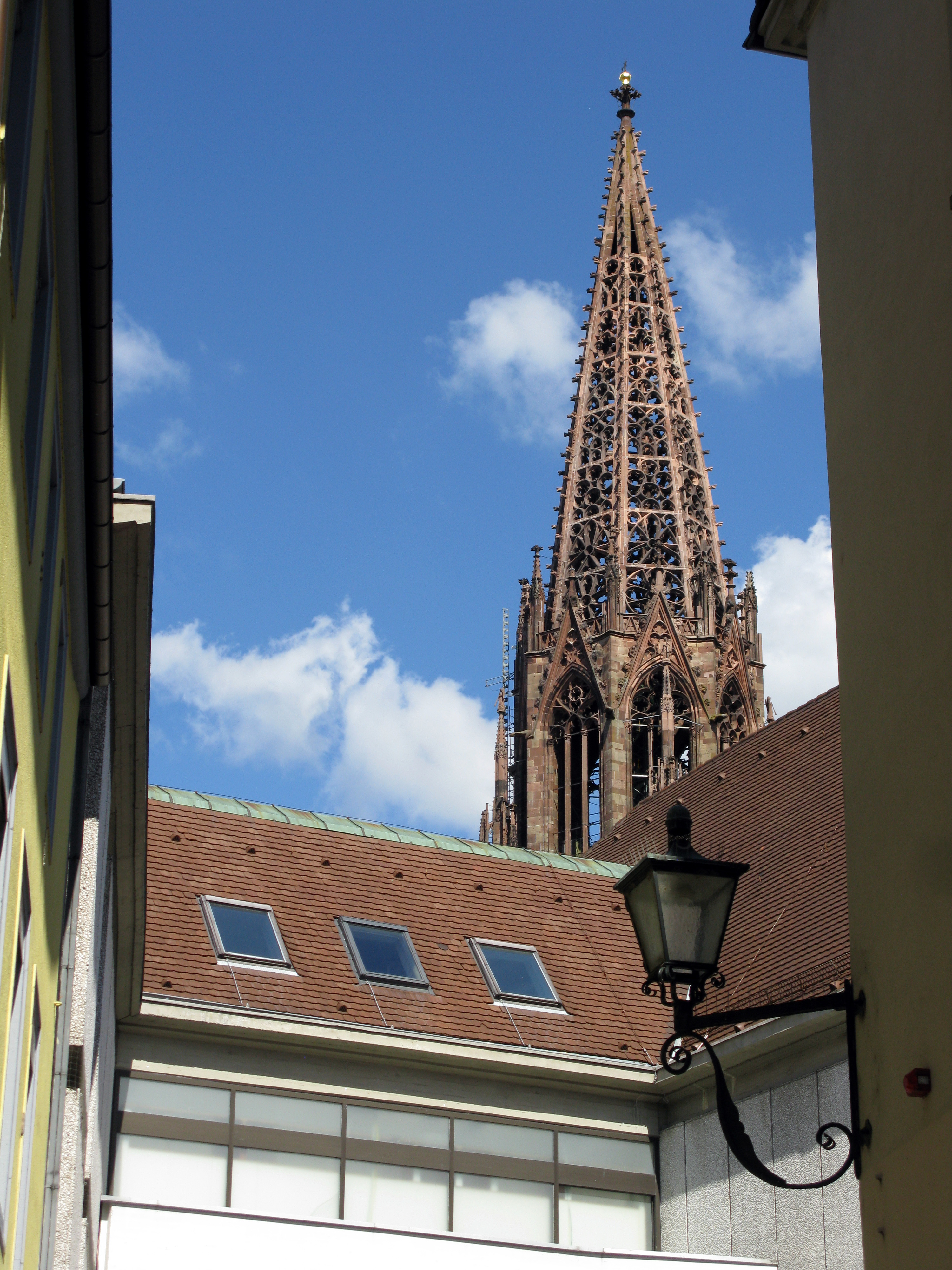
Achteckiger Maßwerk-Turmhelm (Freiburger Münster)
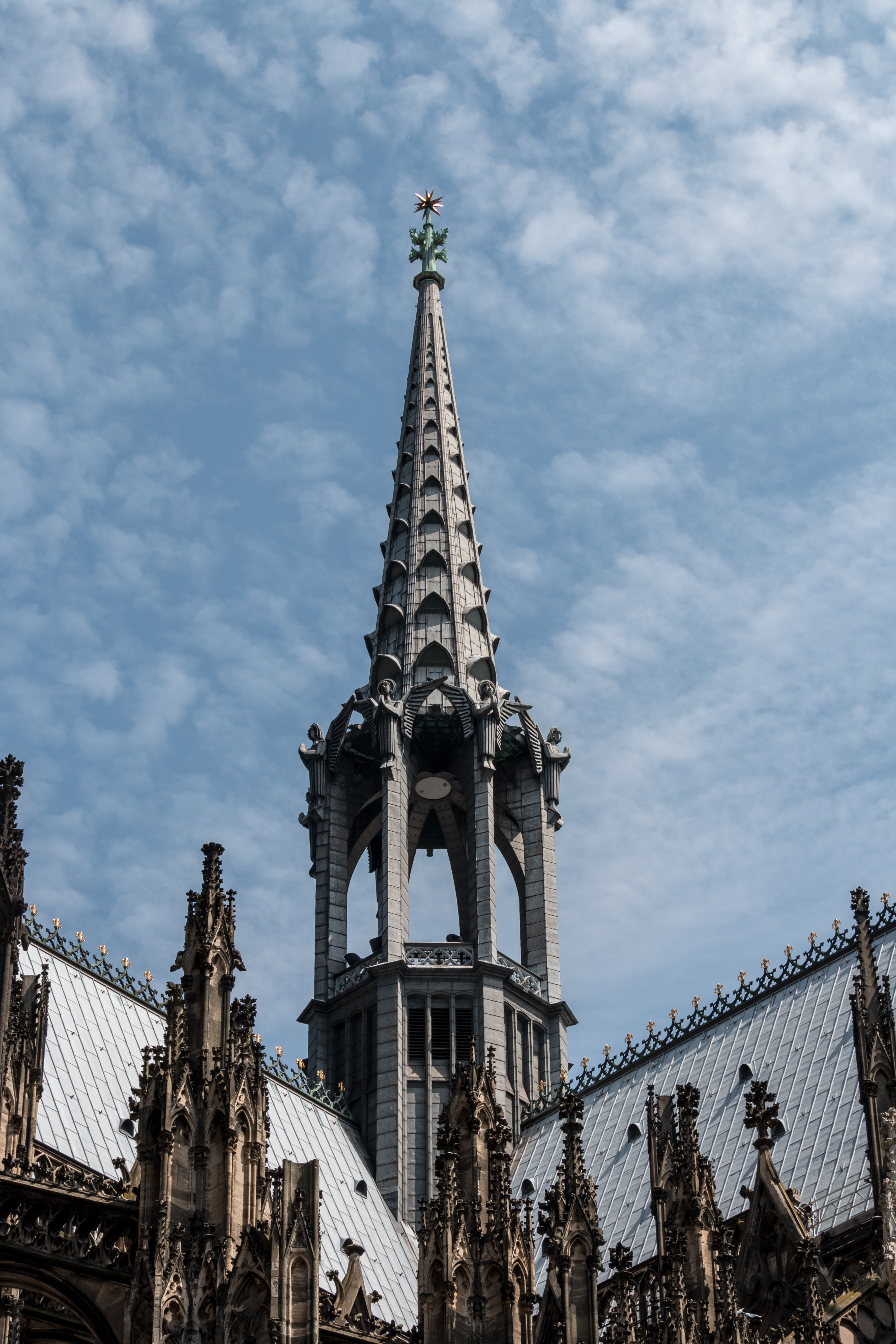
Turmhelm eines Dachreiters mit Laterne (Kölner Dom)
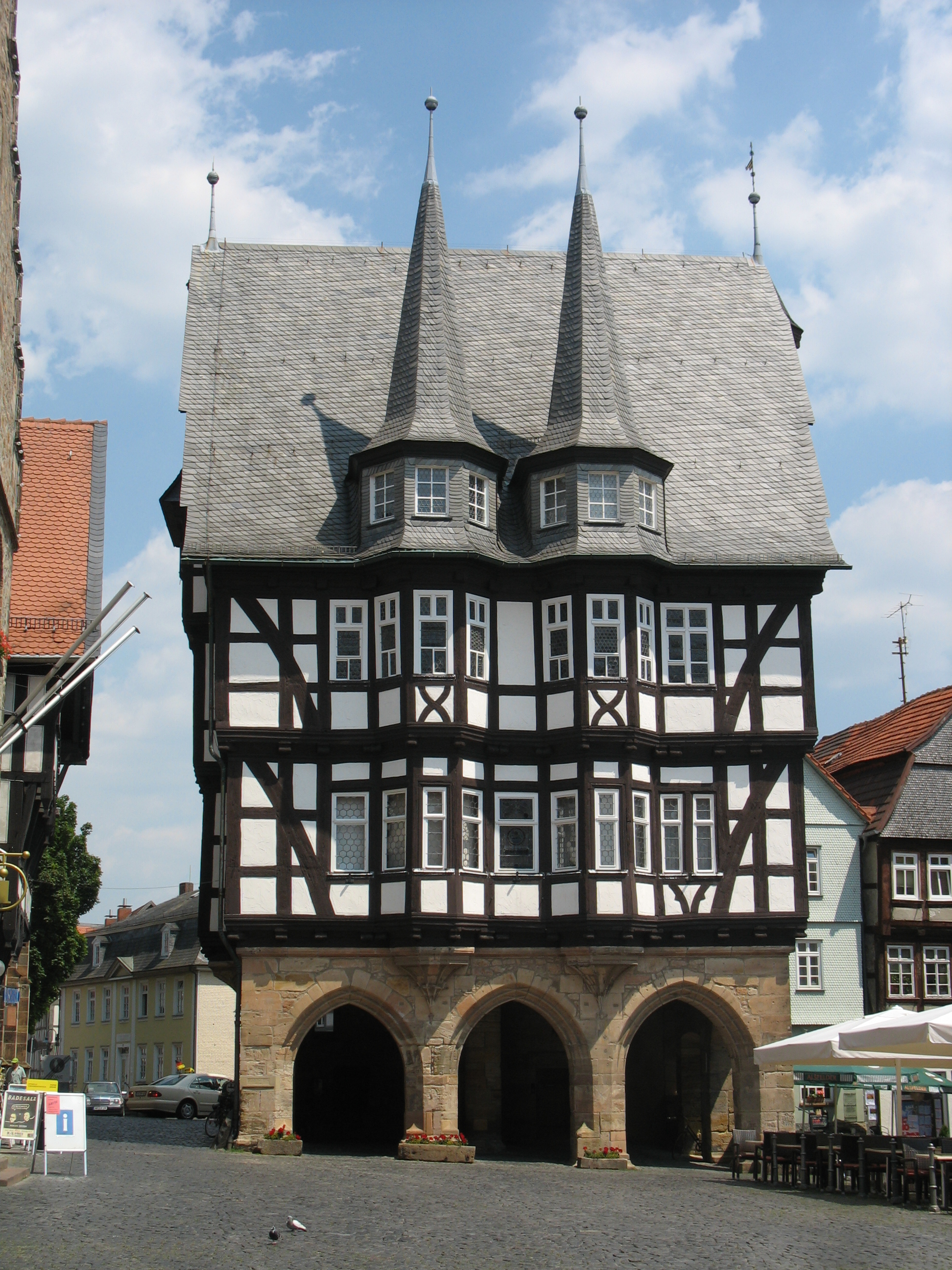
Zwei achteckige Turmhelme auf einem Profanbau (Rathaus Alsfeld)
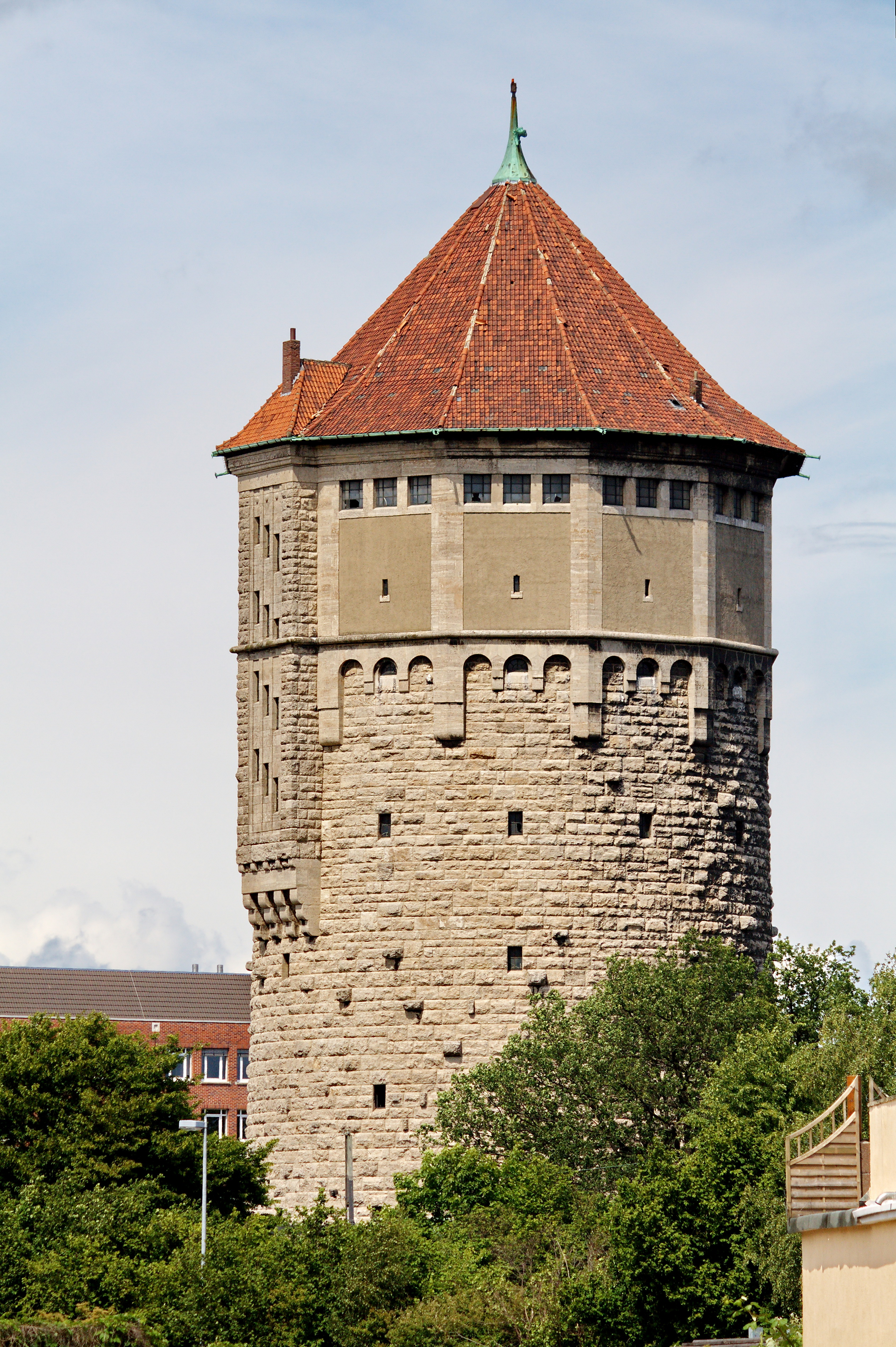
Zwölfseitiger Turmhelm auf einem profanen Bauwerk (Wasserturm Vahrenwalder Straße, Hannover)
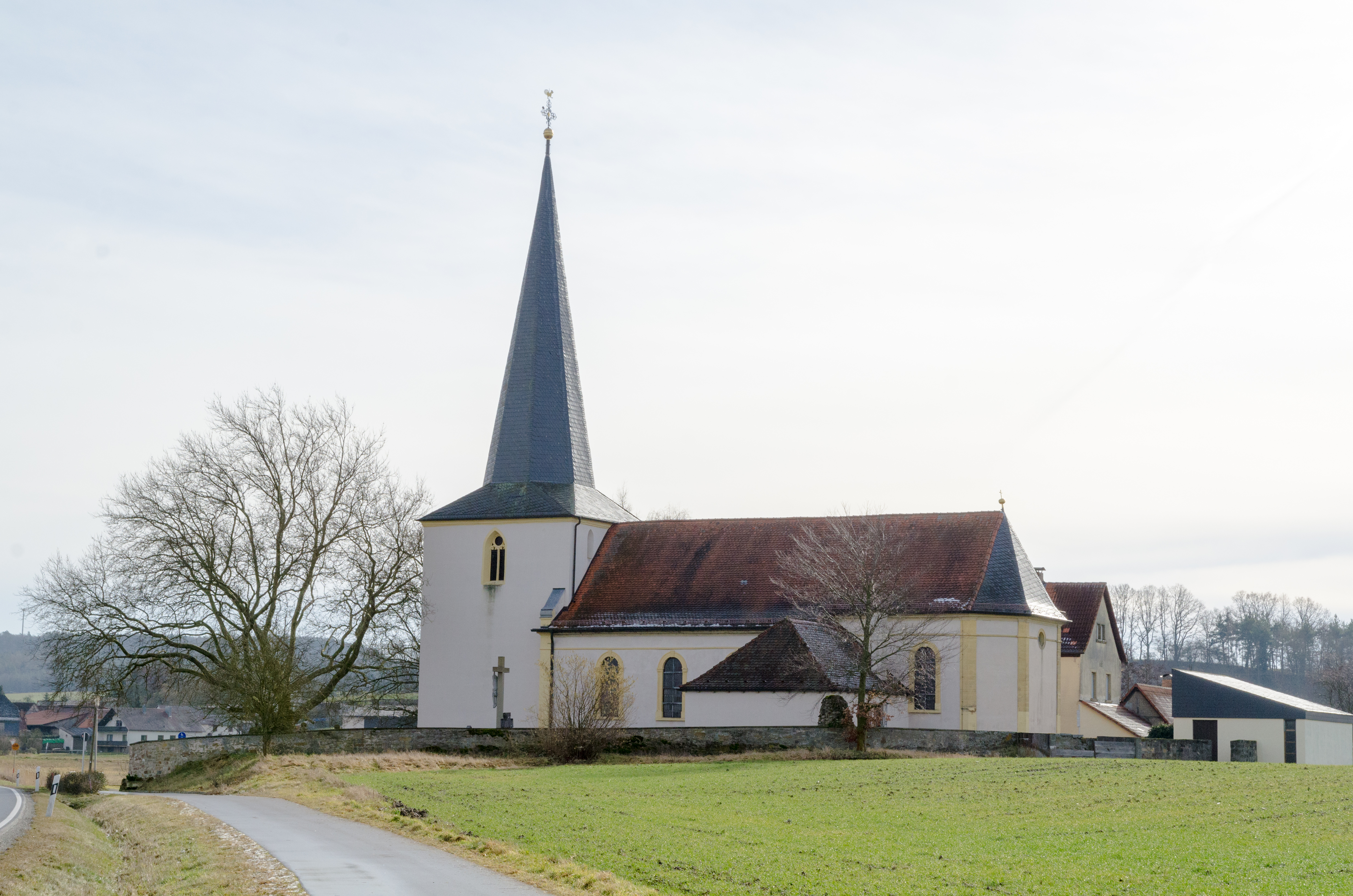
Im Verhältnis zum Turmschaft besonders hoher Knickhelm (St. Nikolaus Obereßfeld)
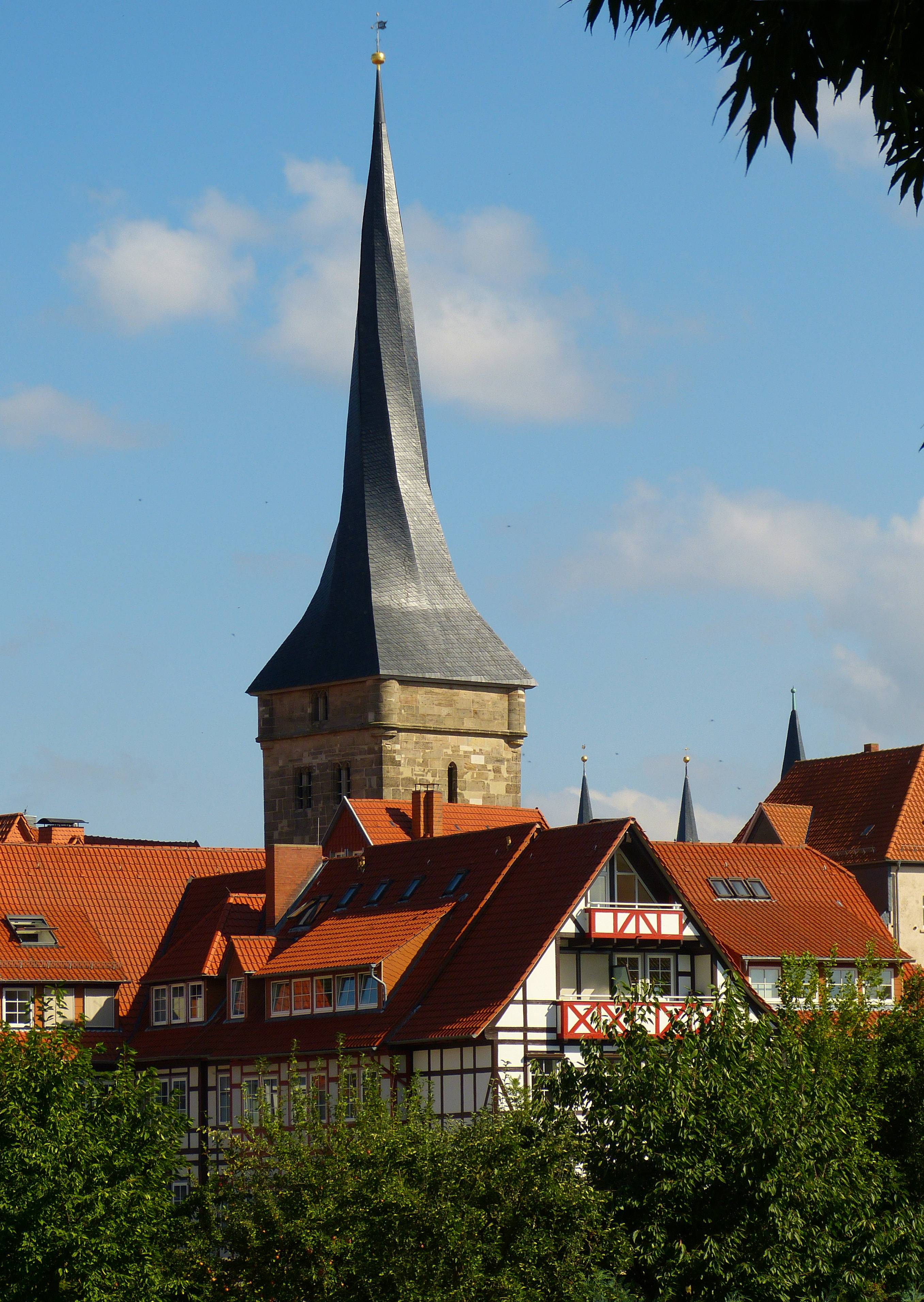
Sonderform: Gedrehte achteckige Helmpyramide (Stadttor Westerturm, Duderstadt)

## Konstruktionen und Schäden
Das Helmdach sitzt traditionell auf einem massiven steinernen Turmschaft. Im Gegensatz zum Turmschaft hat das Helmdach meist einen leichten hölzernen Dachstuhl in Zimmermannskonstruktion oder ein Tragwerk aus Stahl. Die Dacheindeckung erfolgte häufig mit Blei- oder Kupferblech, Dachschiefer, Schindeln oder Dachziegeln.
Gelegentlich wurden Turmhelme auch aus Naturstein ausgeführt (z. B. Südturm der Kathedrale von Chartres, um 1160, Höhe 105 m), später auch durchbrochen mit gotischem Maßwerk (z. B. Turm des Freiburger Münsters, um 1330, Höhe 116 m oder der außergewöhnliche Turm des Brüsseler Rathauses, um 1455, Höhe 95 m).
Turmhelme sind starkem Winddruck ausgesetzt, die sogar zu einer Verdrehung führen können – Beispiele dafür sind die Turmhelme von St. Clemens in Mayen oder von St. Pankratius in Kaisersesch.
Blitzeinschläge infolge der exponierten Lage führten in der Vergangenheit häufig zu Bränden der Holzkonstruktion im Innern, die durch die schlechte Zugänglichkeit kaum zu löschen waren. Heute sind nahezu alle Helme durch Blitzableiter geschützt. Brände entstehen gelegentlich bei Dachdeckerarbeiten.

## Weitere Turmhelmformen
- Rheinischer Helm
- Julius-Echter-Turm